# 197707 Paulnohr
197707 Paulnohr este un asteroid din centura principală de asteroizi.

## Descriere
197707 Paulnohr este un asteroid din centura principală de asteroizi. A fost descoperit pe 5 august 2004 la Observatorul Palomar în cadrul programului NEAT. Asteroidul prezintă o orbită caracterizată de o semiaxă mare de 2,28 ua, o excentricitate de 0,19 și o înclinație de 6,9° în raport cu ecliptica.